# Business Entity Identifier
Business Entity Identifier (BEI) is een unieke code dat wordt toegekend aan instellingen die niet zijn toegekend aan het SWIFT FIN-netwerk. Gelijk een financiële instelling dat wél is toegekend aan het SWIFT FIN-netwerk, namelijk Bank Identifier Code (BIC), kan een niet financiële instelling BEI al dan niet geconnecteerd worden met het SWIFT FIN-netwerk.